# Walter Williams Castillo
José Walter Williams Castillo (La Ceiba, Departamento de Atlántida, Honduras; 30 de septiembre de 1983-ibídem; 11 de diciembre de 2018) fue un futbolista hondureño. El 8 de diciembre de 2018, mientras se ejercitaba en su casa de residencia en La Ceiba, sufrió una apoplejía. Tres días después, el 11 de diciembre, murió en un hospital de esa ciudad. Era hermano del también jugador Michael Williams Castillo. Su último equipo fue el Deportes Savio.

## Trayectoria
Walter Williams comenzó su carrera profesional en el Club Deportivo Victoria, donde en el Torneo Clausura 2006 fue subcampeón. Luego, en el año 2008 llegó al Club Deportivo Vida, con el cual tuvo una aceptable actuación. Salió de este equipo a mitades del año 2011 tras finalizar su contrato. Para el Torneo Apertura 2011 (Honduras) se unió al Atlético Choloma, donde tuvo un paso fugaz. 
Sin poder encontrar equipo en primera división, Williams se vio obligado a jugar con un equipo de la Liga de Ascenso de Honduras y fue en ese momento cuando se unió al Club Deportivo Parrillas One, equipo con el que fue campeón en el año 2012. Luego se unió al Real Sociedad de Tocoa, donde tuvo una destacada actuación e incluso se le consideró uno de los mejores jugadores del equipo. En Real Sociedad consiguió dos subcampeonatos de liga, ambos en 2013.
El 25 de julio de 2014 se unió al Club Deportivo Marathón, por pedido de Héctor Castellón.
Finalmente, el 2 de enero de 2015 se confirma su regreso al Victoria, club que lo vio nacer futbolísticamente.

## Selección nacional
El 28 de junio de 2013 fue convocado a la Selección de fútbol de Honduras por Luis Fernando Suárez para la Copa de Oro de la Concacaf 2013. Sin embargo, no pudo unirse al equipo por un problema de visa. Luego, el 26 de febrero de 2014 fue nuevamente convocado por Luis Fernando Suárez (como preparación para la Copa Mundial de Fútbol de 2014) para el partido amistoso del 5 de marzo contra la Selección de Venezuela en San Pedro Sula. Jugó ese partido de titular y salió de cambio al minuto 46 por Bryan Acosta; Honduras ganó por 2-1.

## Clubes
| Club             | País     | Año       |
| ---------------- | -------- | --------- |
| Victoria         | Honduras | 2004-2007 |
| Vida             | Honduras | 2008-2011 |
| Atlético Choloma | Honduras | 2011      |
| Parrillas One    | Honduras | 2012      |
| Real Sociedad    | Honduras | 2013-2014 |
| Marathón         | Honduras | 2014      |
| Victoria         | Honduras | 2015      |
| Juticalpa        | Honduras | 2016-2018 |
| Deportes Savio   | Honduras | 2018      |

## Palmarés

### Campeonatos nacionales
| Título               | Club           | País     | Año  |
| -------------------- | -------------- | -------- | ---- |
| Clausura del Ascenso | Parrillas One  | Honduras | 2012 |
| Copa de Honduras     | Juticalpa F.C. | Honduras | 2016 |